# Sinfonie C-Dur (Bizet)

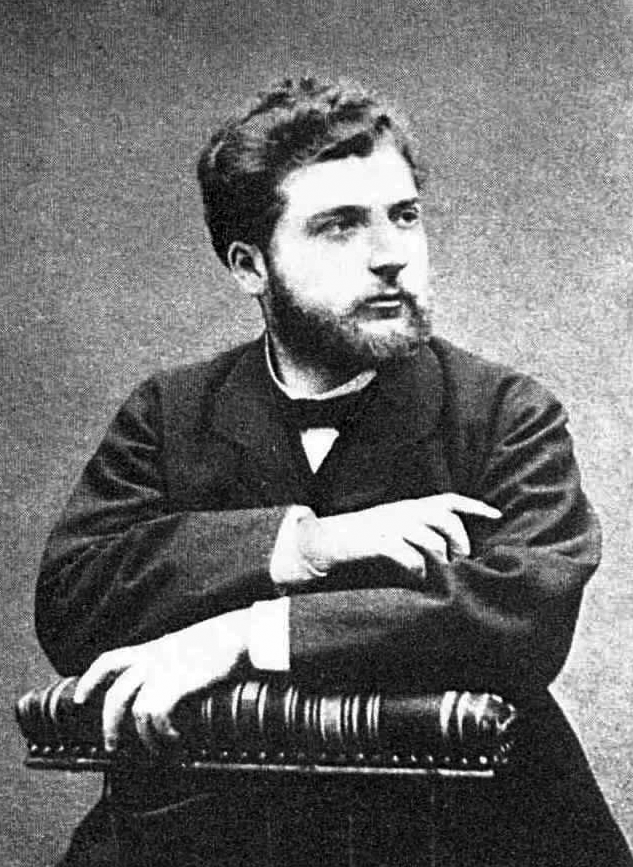
Georges Bizet, um 1860

Die Sinfonie C-Dur ist ein Werk des 17-jährigen französischen Komponisten Georges Bizet (1838–1875), kam jedoch erst 1935 zur Uraufführung.

## Entstehung, Uraufführung und Rezeption
Georges Bizet, zu jener Zeit Student in der Kompositionsklasse von Fromental Halévy am Conservatoire de Paris, begann vier Tage nach seinem 17. Geburtstag, am 29. Oktober 1855, mit der Komposition seiner C-Dur-Sinfonie, die er bereits vor Ende des Novembers vollendete. Zu seinen Lebzeiten wurde sie weder aufgeführt noch gedruckt. Nach dem Tod Bizets reichte seine Witwe die Partitur nebst anderen Handschriften an den befreundeten Reynaldo Hahn weiter. Dieser übergab 1933 die Handschrift dem Pariser Conservatoire. Dort stieß Douglas Charles Parker, erster britischer Bizet-Biograph, auf das Werk und machte Felix Weingartner darauf aufmerksam. Dieser brachte die Sinfonie am 26. Februar 1935, 80 Jahre nach ihrer Entstehung, in Basel zur erfolgreichen Uraufführung. 
Die Drucklegung des Werks erfolgte im September 1935 durch die Universal Edition. Von der Popularität, der sich die Sinfonie seitdem erfreut, zeugen zahlreiche Einspielungen, beginnend 1935 unter der Leitung von Walter Goehr.
George Balanchine choreographierte eine Ballettfassung von Bizets C-Dur-Sinfonie, die 1947 ihre Premiere erlebte.
Bizets im Manuskript als „Ière Symphonie“ ausgewiesenen Werk folgten mindestens zwei – jedoch nicht weiter ausgeführte – Ansätze der gleichen Gattung während seines Romaufenthalts samt ersten Plänen für die Sinfonie „Roma“ ab 1859, die vom Komponisten mehrfach überarbeitet und postum als „3ème Suite de Concert“ publiziert wurde, zuweilen aber auch als Bizets „2. Sinfonie“ bezeichnet wird.

## Besetzung, Spieldauer und Charakterisierung
Die Partitur verlangt folgende Besetzung: 2 Flöten, 2 Oboen, 2 Klarinetten (in C), 2 Fagotte, 4 Hörner, 2 Trompeten, Pauken und Streicher.
Die Spieldauer der C-Dur-Sinfonie von Georges Bizet liegt bei etwa 30 Minuten. Sie folgt der klassischen viersätzigen Form mit folgenden Sätzen: 
1. Allegro vivo
2. Andante. Adagio
3. Allegro vivace
4. Finale. Allegro vivace

Die C-Dur-Sinfonie Bizets als früher Geniestreich lässt sich in ihrer Ausgewogenheit und gelungenen Instrumentation in eine Reihe etwa mit der 3. Sinfonie des 18-jährigen Franz Schubert oder der Sommernachtstraum-Ouvertüre des 17-jährigen Felix Mendelssohn stellen.
Als Vorbild diente die 1855 entstandene 1. Sinfonie D-Dur von Charles Gounod, die Bizet kurz vor der Komposition seines eigenen Werks für zwei Klaviere arrangiert hatte. Dies zeigen Stilähnlichkeiten wie schnelle Streicherfigurationen, sequenzierende Entwicklungsabschnitte und ein in beiden Werken auftretender Fugenteil im langsamen Satz bis hin zu Parallelen in der thematischen Bildung. Weitere Vorbilder sind in der Wiener Klassik, bei Mendelssohn und auch Gioacchino Rossini zu suchen. Schubert-Anklänge sind hingegen wohl zufällig, da dessen Instrumentalschaffen im Paris dieser Zeit noch völlig unbekannt war.
Der erste Satz folgt einer konventionellen Sonatensatzform, verarbeitet das vorgestellte thematische Material in ökonomischer Weise und ist klar an klassischen Vorlagen orientiert. In manchen Merkmalen, so der pointierten Rhythmik und Artikulation, zeigt er jedoch bereits Charakterzüge des späteren Bizets.
Das von der Oboe intonierte Hauptthema des langsamen Satzes besitzt orientalisches Kolorit und weist wiederum auf spätere Werke, etwa die Oper Carmen, voraus. Hingegen trägt der fugierte Mittelteil des 2. Satzes eher akademischen Charakter. 
Im Scherzo stellt das erste, fanfarenartige Thema zugleich auch das Material bereit, aus dem sich der folgende, Musette-artige Trioteil ableitet.
Das Finale folgt wiederum der Sonatensatzform und lässt mit seinem Eröffnungsthema wie auch der folgenden marschartigen Überleitung der Holzbläser wiederum spätere Werke des Komponisten vorausahnen.